# Torpedostadion (Zjodzina)
Het Torpedostadion (Wit-Russisch: Стадыён Тарпеда, Stadion Tarpeda) is een stadion in Zjodzina (Wit-Rusland). Het stadion is de thuishaven van voetbalclub Tarpeda-BelAZ Zjodzina. Het stadion werd geopend in 1969 met twee tribunes van stenen terras. In het begin van de jaren '00 werd de kleinere tribune opgeknapt en voorzien van stoeltjes. In maart 2012 kwam de renovatie van de hoofdtribune gereed. Daardoor biedt het stadion nu plaats aan 6.542 toeschouwers.

## Interlands
Het Wit-Russisch voetbalelftal speelde enkele interlands in het Torpedostadion.
| 1 | 14 augustus 2013 | Wit-Rusland – Montenegro | 1 – 1 | Vriendschappelijk | 3.000 |
| 2 | 15 oktober 2013  | Wit-Rusland – Japan      | 1 – 0 | Vriendschappelijk | 3.250 |
| 3 | 24 maart 2021    | Wit-Rusland – Honduras   | 1 – 1 | Vriendschappelijk | 425   |